# Rust Belt
     >58% perdita
     43–56% perdita
     31–43.2% perdita
     8.7–29.1% perdita [United States media: 8.65% perdita]
     7.5% perdita – 54.4% guadagno
     >62% guadagno
     reddito come la media, crescita veloce
     reddito come la media, crescita media o inferiore
     reddito come la media ma in decrescita
     reddito inferiore alla media, crescita veloce
     reddito inferiore alla media, crescita media o inferiore
     reddito inferiore alla media e in decrescita

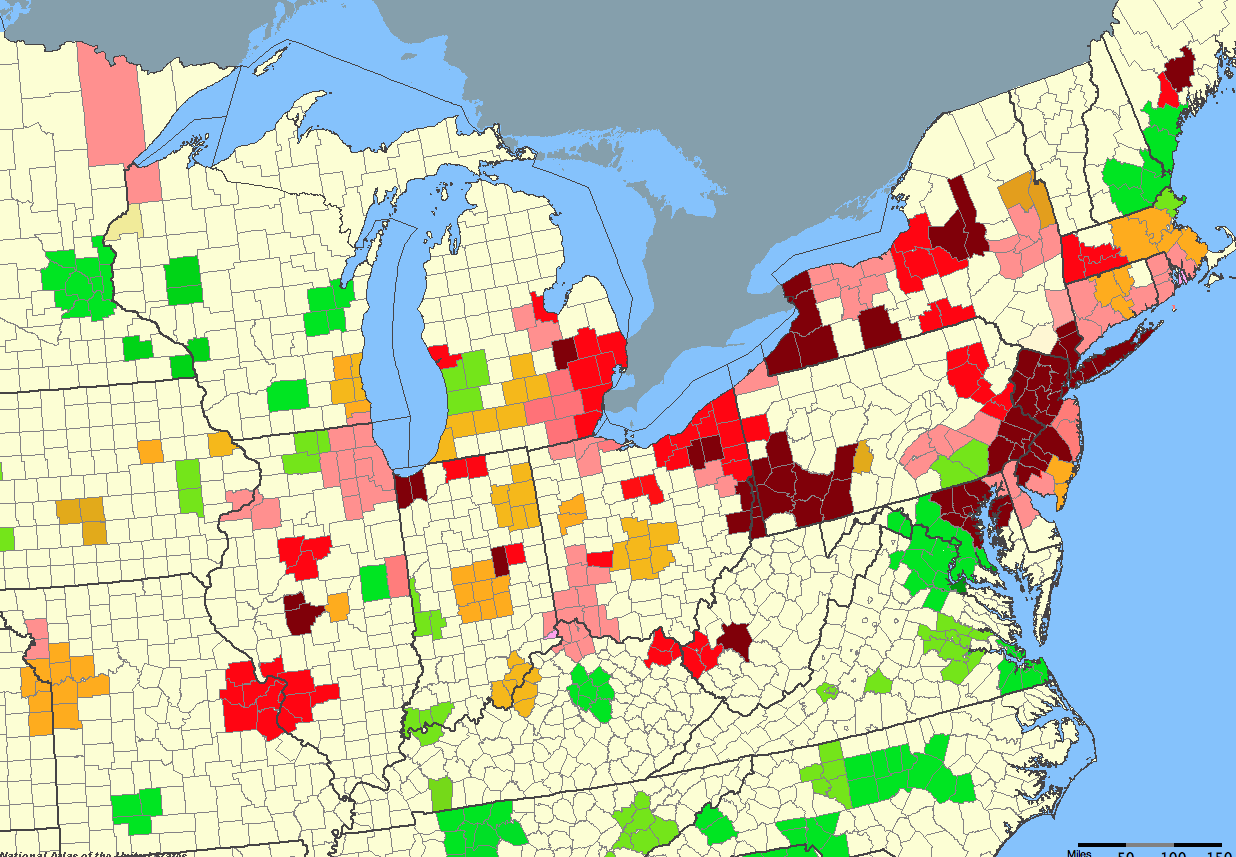
Cambiamenti nell'occupazione, 1954–2002 (New England dal 1958).
>58% perdita
43–56% perdita
31–43.2% perdita
8.7–29.1% perdita [United States media: 8.65% perdita]
7.5% perdita – 54.4% guadagno
>62% guadagno
Tre aree metropolitane hanno perduto più di 4/5 dei posti di lavoro nella manifattura: Steubenville (Ohio), Johnstown (Pennsylvania), e Augusta (Maine).

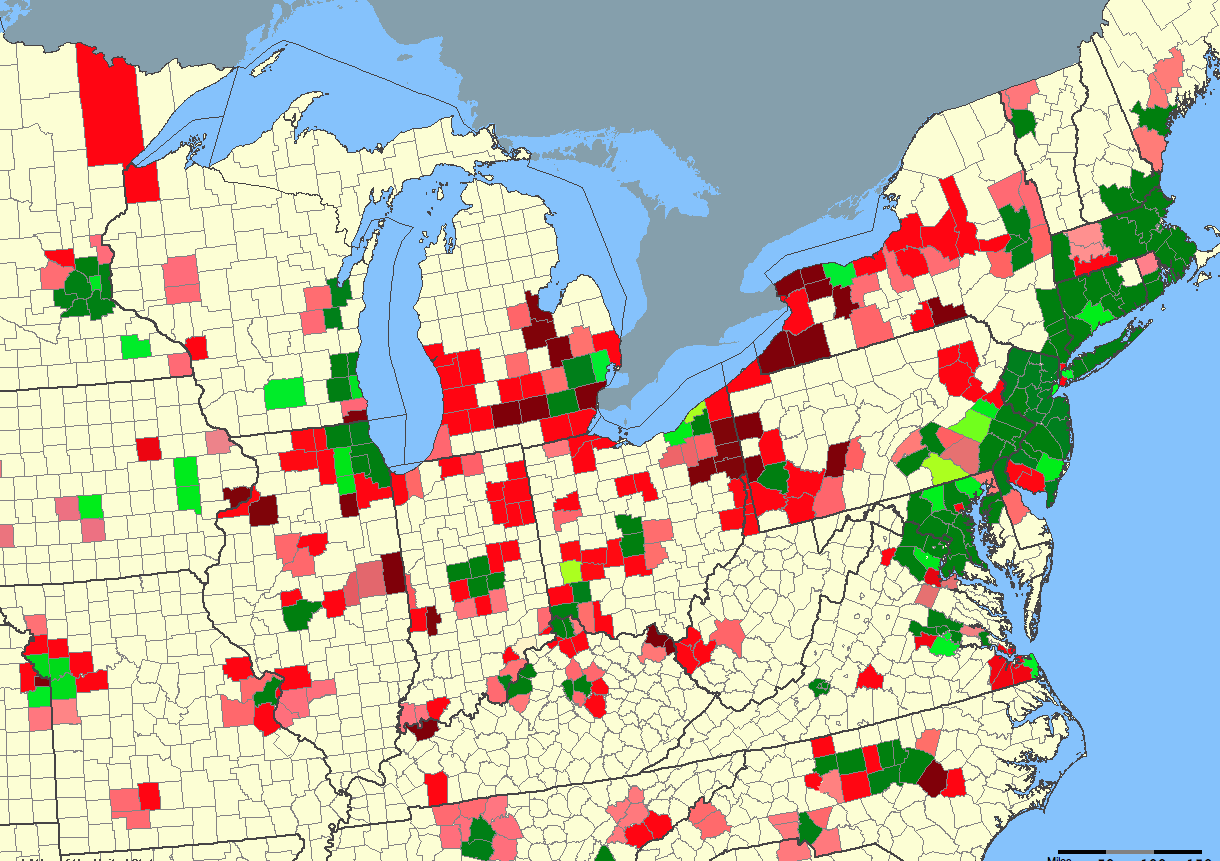
Cambiamento del reddito pro capite, 1980–2002, rispetto alla media delle aree metropolitane U.S.
reddito come la media, crescita veloce
reddito come la media, crescita media o inferiore
reddito come la media ma in decrescita
reddito inferiore alla media, crescita veloce
reddito inferiore alla media, crescita media o inferiore
reddito inferiore alla media e in decrescita

Rust Belt è un'espressione che indica la regione compresa tra i monti Appalachi settentrionali e i Grandi Laghi, un tempo cuore dell'industria pesante statunitense. L'espressione, traducibile con "cintura della ruggine", si riferisce a fenomeni come il declino economico, lo spopolamento e il decadimento urbano dovuti alla contrazione del settore industriale. Il termine ha ottenuto popolarità negli Stati Uniti negli anni ottanta del Novecento.
La "cintura di ruggine" inizia nella parte occidentale dello Stato di New York e si estende attraverso la Pennsylvania, la Virginia Occidentale, l’Ohio, l’Indiana e la Penisola Inferiore del Michigan, terminando nell’Illinois settentrionale, nell’Iowa orientale, nel Wisconsin sudorientale e nel Minnesota. La regione ha visto un declino industriale dalla metà del XX secolo dovuto a una varietà di fattori economici, come il trasferimento delle manifatture più a Ovest, l'aumentare dell'automazione e il declino delle acciaierie e delle industrie statunitensi del carbone. Mentre alcune città sono riuscite ad adattarsi al cambiamento riorientandosi verso il settore dei servizi e delle industrie ad alta tecnologia, altre non se la sono cavata altrettanto bene, come testimoniano l'aumento della povertà e la diminuzione della popolazione.

## Contesto
Nel XX secolo le economie locali di questi Stati si sono specializzate in produzioni su larga scala di prodotti finiti per l’industria pesante e di beni di consumo, così come nel trasporto e nella lavorazione dei materiali grezzi richiesti dall’industria pesante. L’area è conosciuta come “cintura della produzione” (Manufacturing Belt), “cintura delle fabbriche” (Factory Belt) o “cintura dell’acciaio” (Steel Belt) in contrapposizione con gli stati agricoli del Midwest, che formano la cosiddetta “cintura del granoturco” (Corn Belt) e con gli Stati delle Grandi Pianure, che sono spesso chiamati “granaio dell’America”.
La fioritura delle industrie manifatturiere nella regione si deve in parte alla prossimità delle vie d’acqua dei Grandi Laghi e all’abbondanza delle strade asfaltate, dei canali e delle ferrovie. Da quando le infrastrutture dei trasporti collegarono i minerali di ferro del Minnesota settentrionale, del Wisconsin e del Michigan Superiore con il carbone estratto dai Monti Appalachi, nacque la Steel Belt. Presto si trasformò nella Factory Belt con la nascita delle grandi città industriali statunitensi, come Chicago, Buffalo, Detroit, Milwaukee, Gary, Cincinnati, Toledo, Cleveland, Akron, Youngstown, Saint Louis, Cedar Rapids e Pittsburgh. Questa regione per decenni attrasse immigrati dall’Impero Austro-Ungarico, dalla Polonia e dalla Russia, che garantivano agli impianti industriali risorse di manodopera a basso costo.
In seguito a numerosi periodi di “boom” dalla fine del XIX secolo alla metà del XX secolo, le città di quest’area alla fine del secolo iniziarono a combattere per adattarsi a una molteplicità di condizioni sociali ed economiche avverse. Queste includono il declino dell’industria statunitense del ferro e dell’acciaio, lo spostamento della produzione negli Stati del Sud-Est per via del minor costo della manodopera, i licenziamenti dovuti all’aumento dell’automazione nei processi industriali, la diminuzione del bisogno di manodopera nella produzione dell’acciaio, l’internazionalizzazione degli affari americani e la liberalizzazione delle politiche di commercio estero dovute alla globalizzazione. Le grandi e piccole città che hanno lottato maggiormente con queste condizioni presto hanno dovuto affrontare numerose difficoltà comuni, ovvero la perdita di popolazione e la mancanza di risorse nel campo dell’istruzione, la diminuzione delle entrate fiscali locali, alti livelli di disoccupazione e criminalità, la droga, l’aumento di soggetti bisognosi di sostegno al reddito, la diminuzione dell’affidabilità creditizia delle amministrazioni locali e disavanzi in bilancio.

## Geografia
Quando le persone emigrano, spesso coniano nuovi nomi per le loro destinazioni. Siccome il termine descrive un insieme di condizioni economiche e sociali, più che indicare una regione geografica a sé stante degli Stati Uniti, la “cintura di ruggine” non ha precisi confini. La misura in cui una comunità può essere annoverata tra le città della “cintura di ruggine” dipende da quanto è stato significativo in passato il ruolo delle manifatture industriali nell’economia locale in confronto ad oggi, oltre che dalla percezione della vitalità economica e degli standard di vita attuali.
Un mosaico di centri dell’industria pesante e manifatturieri, ormai decaduti, tra i Grandi Laghi e gli Stati Uniti del Midwest, per via del loro passato caratterizzato da una vibrante economia industriale, sono talvolta definite nei mezzi di informazione “cintura di neve” (snowbelt), “cintura della produzione” (manifacturing belt) e “cintura delle fabbriche” (factory belt). Questo include la maggior parte delle città del Midwest fino al fiume Mississippi, incluse St. Louis e molte altre città della regione dei Grandi Laghi e del settentrione dello Stato di New York. 
Al centro di questi territori si estende un’area che si allunga dall’Indiana settentrionale al Michigan meridionale a ovest fino alla parte settentrionale dello Stato di New York a est, dove le entrate fiscali locali tuttora dipendono dall’industria in modo più significativo che da ogni altro settore. All’interno o in prossimità della periferia si trovano dieci delle aree metropolitane più vaste del Paese – New York, Baltimora, Buffalo, Pittsburgh, Cleveland, Cincinnati, Detroit, Milwaukee, St. Louis e Chicago,- parti delle quali cadono esattamente nella Rust Belt, mentre il loro centro città non è sempre considerato come tale. Nel suo importante libro The Nine Nations of North America, Joel Garreau includeva i distretti del Bronx e di Queens di New York City nella regione postindustriale tra il Nord-Est degli Stati Uniti e la regione dei Grandi Laghi che, insieme all’Ontario meridionale, chiamava “la fonderia” (The Foundry).
Prima della Seconda guerra mondiale, le città della Rust Belt erano tra le più grandi del Paese; ciò nonostante, alla fine del ventesimo secolo la loro popolazione è diminuita più significativamente che nel resto della nazione.

## Storia
Il collegamento dell’antico Territorio del nord-ovest con la costa orientale, in via di rapida industrializzazione, fu realizzato grazie a numerosi progetti infrastrutturali di larga scala, in particolare il Canale Erie del 1825, la ferrovia Baltimore and Ohio del 1830, la Allegheny Portage Railroad del 1834 e il consolidamento della New York Central dopo la Guerra civile americana. Fu così aperto un varco tra le numerose fiorenti industrie dell’interno e i mercati non solo delle grandi città dell’Est, ma anche dell’Europa occidentale.
Carbone, ferro e altri materiali grezzi erano imbarcati dalle regioni circostanti in quelli che si affermavano come i maggiori porti sui Grandi Laghi e servivano da snodo logistico per la regione che si estendeva in prossimità delle linee ferroviarie. Dalla direzione opposta arrivavano milioni di immigrati europei che popolarono le città sulle rive dei Grandi Laghi con una velocità senza precedenti. Chicago, notoriamente, negli anni quaranta dell'Ottocento era un emporio rurale, ma crebbe fino a diventare grande quanto Parigi al momento della Columbian Exposition del 1893.
I primi segni di difficoltà negli Stati del Nord apparvero evidenti agli inizi del XX secolo, prima della fine degli anni del “boom”. Lowell, nel Massachusetts, che era stata il centro della produzione tessile degli USA, fu descritta dalla rivista Harper’s come un “depresso deserto industriale” già nel 1931, mentre le sue aziende tessili venivano sradicate e portate verso Sud, principalmente verso la Carolina del Nord e la Carolina del Sud. Dopo la Grande Depressione, l’ingresso degli USA nella Seconda Guerra Mondiale portò un rapido ritorno alla crescita economica, durante la quale gran parte del Nord raggiunse un picco demografico e nella produzione industriale. 
Le città settentrionali attraversarono i cambiamenti che seguirono la fine della guerra, cioè l'inizio dell’emigrazione dei residenti verso comunità suburbane di più recente formazione e un ruolo declinante della produzione industriale nell'economia statunitense.
L'esternalizzazione della produzione di beni commerciabili è stato un importante problema della regione. Una causa è stata la globalizzazione, con l'espansione in tutto il mondo di accordi di libero commercio. I gruppi anti-globalizzazione sostengono che il commercio con i paesi in via di sviluppo abbia portato a una forte concorrenza da parte di paesi come la Cina, che aggancia la propria valuta al dollaro e ha salari locali molto più bassi, forzando la riduzione dei salari interni.
Alcuni economisti sono preoccupati dal fatto che gli effetti di lungo corso degli alti disavanzi commerciali e dell’esternalizzazione producano problemi economici negli USA con un alto debito estero (somma dovuta a creditori stranieri) e un serio deterioramento della posizione patrimoniale netta sull'estero (PNE) degli Stati Uniti (-24% del PIL).
Alcuni economisti sostengono che gli USA stiano contraendo prestiti per finanziare il consumo dei beni importati, accumulando nel frattempo quantità insostenibili di debito. Il 26 giugno del 2009, Jeff Immet, Amministratore Delegato della General Electric, ha chiesto agli Stati Uniti di incrementare l’occupazione della base produttiva al 20% della forza lavoro, commentando che gli Stati Uniti hanno esternalizzato troppo in alcune aree e non possono più fare affidamento sul settore finanziario e sui consumi per stimolare la domanda.
Dagli anni sessanta del Novecento, l’espansione degli accordi di libero commercio a livello mondiale è stata poco favorevole ai lavoratori statunitensi. Risulta più conveniente importare merci, come l’acciaio, prodotte in Paesi del Terzo Mondo con manodopera straniera a basso costo. A partire dalla recessione degli anni 1970-71, si è affermato un nuovo modello di economia della deindustrializzazione. La svalutazione competitiva, combinata con ogni successiva recessione, ha visto gli operai statunitensi sperimentare fasi di licenziamenti. Nel complesso, nella Factory Belt l’occupazione nel settore industriale è diminuita del 32.9% tra il 1969 e il 1996.
Lavori del settore primario e secondario che creano ricchezza, come quelli del settore industriale e dei programmi informatici, sono stati spesso sostituiti da lavori pagati meno e che consumano ricchezza, come quelli della vendita al dettaglio e dell’amministrazione nel settore dei servizi, quando l’economia si è ripresa.
Nel 1985 ha avuto inizio una graduale espansione del deficit commerciale tra gli USA e la Cina. Negli anni seguenti gli Stati Uniti hanno sviluppato un massiccio deficit commerciale con i Paesi dell’Est asiatico (Cina, Giappone, Taiwan e Corea del Sud). Di conseguenza, gli operai della regione hanno vissuto difficoltà economiche. Questo ha devastato i bilanci pubblici degli Stati Uniti e ha aumentato l’indebitamento delle aziende inteso a sovvenzionare i fondi previdenziali. Alcuni economisti credono che il PIL e l’occupazione possano essere danneggiati da profondi deficit commerciali di lunga durata.
Un editoriale del Wall Street Journal del 3 marzo 2008 annunciava che, mentre l’Ohio aveva perso 10 000 posti di lavoro nel decennio precedente, in Texas erano stati creati un milione e seicentomila nuovi posti. Un articolo del 13 settembre di Phil Gramm e Mike Solon affermava: “Sì, il Michigan ha perso 83000 posti di lavoro nell’industria automobilistica durante gli ultimi 15 anni, ma più di 91 000 posti di lavoro nello stesso settore sono sorti tra Alabama, Tennessee, Kentucky, Georgia, Carolina del Sud, Virginia e Texas.

## Esiti

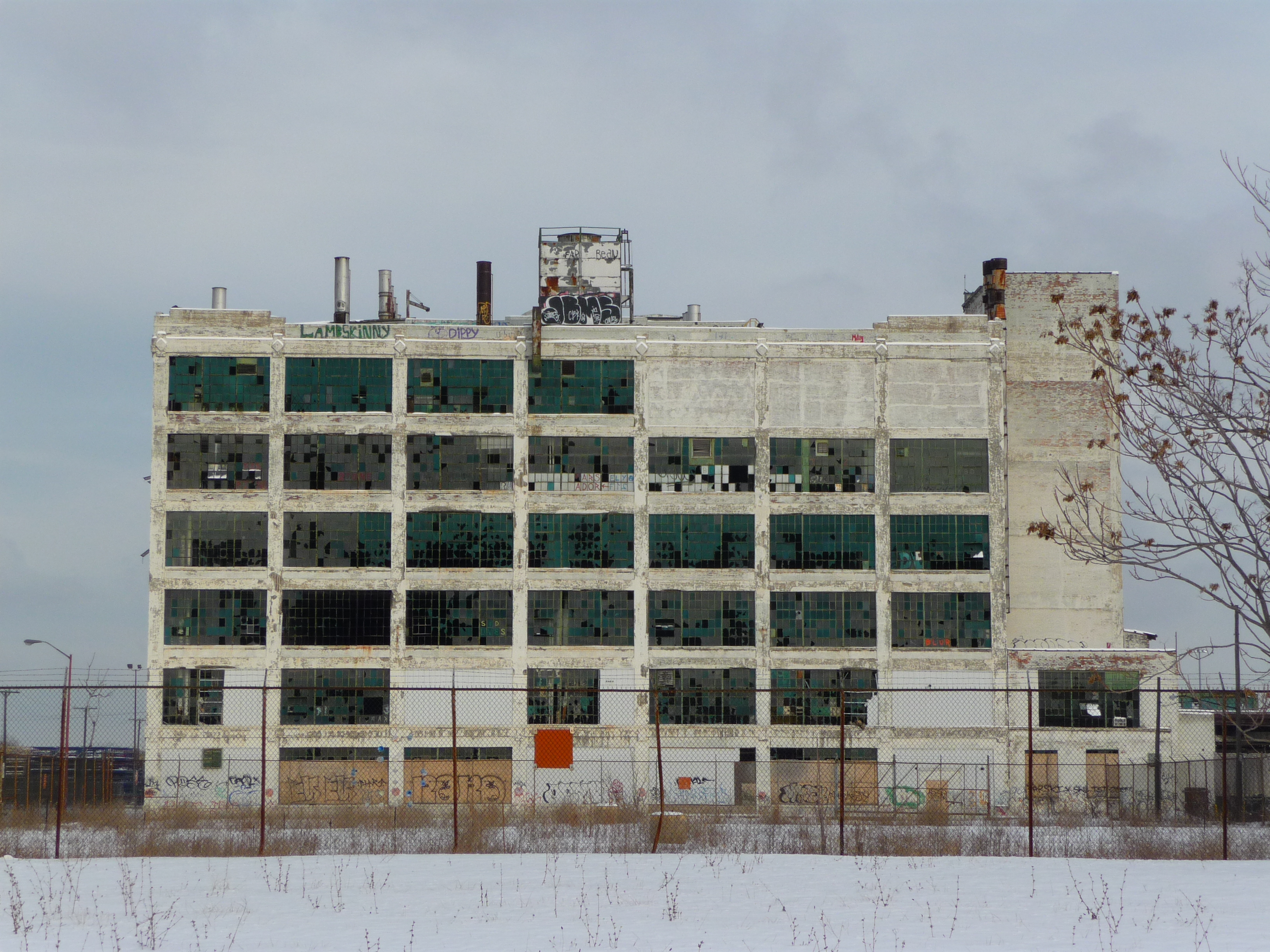
Impianto abbandonato dell'azienda Fisher Body a Detroit

Francis Fukuyama considera le conseguenze sociali e culturali della deindustrializzazione e del declino industriale che hanno trasformato una preesistente fiorente “cintura delle fabbriche” (Factory Belt) in una “cintura della ruggine” (Rust Belt) come parte di una maggiore tendenza di transizione che lui ha chiamato “la grande spaccatura” (Great Disruption). “La gente associa l’era dell’informazione con l’avvento di Internet negli anni Novanta del Novecento, ma la chiusura dell’era industriale è cominciata più di una generazione prima, con la deindustrializzazione della Rust Belt negli Stati Uniti e una simile trasformazione in altri paesi industrializzati. Il declino è facilmente misurabile nelle statistiche sul crimine, sugli orfani, sui fallimenti, sulla riduzione delle opportunità di educazione, sui suoi risultati e questioni simili.”
I problemi della Rust Belt persistono fino ad oggi, particolarmente negli stati orientali della regione dei Grandi Laghi, e molte metropoli industriali, una volta in crescita, hanno vissuto un drammatico declino. Dal 1970 al 2006 Cleveland, Detroit, Buffalo e Pittsburgh hanno perso il 45% circa della popolazione ed è crollato il reddito medio familiare: a Cleveland e Detroit circa del 30%, a Buffalo del 20% e a Pittsburgh del 10%.
Sembrava che alla metà degli anni novanta in numerose aree metropolitane della Rust Belt la crescita negativa si fosse fermata, come indicavano gli indicatori statistici più significativi (disoccupazione, salari, ricambio della popolazione). Tuttavia, nel primo decennio del XXI secolo, persisteva un andamento negativo: Detroit ha perso il 25,7% della sua popolazione; Gary, nell’Indiana, il 22%; Youngstown, in Ohio, il 18,9%; Flint, nel Michigan, il 18,7%; Cleveland, in Ohio, il 14,5%.
| Città                            | Variazione demografica | Popolazione nel 2015 | Popolazione nel 2000 |
| -------------------------------- | ---------------------- | -------------------- | -------------------- |
| Detroit, Michigan                | −28.8%                 | 677 116              | 951 270              |
| Gary, Indiana                    | −24.9%                 | 77 156               | 102 746              |
| Flint, Michigan                  | −21.3%                 | 98 310               | 124 943              |
| Youngstown, Ohio                 | −21.2%                 | 64 628               | 82 026               |
| Saginaw, Michigan                | −20.1%                 | 49 347               | 61 799               |
| Cleveland, Ohio                  | −18.9%                 | 388 072              | 478 403              |
| Dayton, Ohio                     | −15.4%                 | 140 599              | 166 179              |
| Niagara Falls, New York          | −12.0%                 | 48 916               | 55 593               |
| Buffalo, New York                | −11.9%                 | 258 071              | 292 648              |
| Canton, Ohio                     | −11.0%                 | 71 885               | 80 806               |
| Toledo, Ohio                     | −10.8%                 | 279 789              | 313 619              |
| Lakewood, Ohio                   | −10.6%                 | 50 656               | 56 646               |
| Decatur, Illinois                | −10.5%                 | 73 254               | 81 860               |
| Cincinnati, Ohio                 | −9.9%                  | 298 550              | 331 285              |
| Pontiac, Michigan                | −9.7%                  | 59 917               | 66 337               |
| St. Louis, Missouri              | −9.3%                  | 315 685              | 348 189              |
| Akron, Ohio                      | −9.0%                  | 197 542              | 217 074              |
| Pittsburgh, Pennsylvania         | −9.0%                  | 304 391              | 334 563              |
| Springfield, Ohio                | −8.7%                  | 59 680               | 65 358               |
| Lorain, Ohio                     | −7.3%                  | 63 647               | 68 652               |
| Charleston, Virginia Occidentale | −6.9%                  | 49 736               | 53 421               |
| Parma, Ohio                      | −6.7%                  | 79 937               | 85 655               |
| Chicago, Illinois                | −6.1%                  | 2 720 546            | 2 896 016            |
| South Bend, Indiana              | −5.8%                  | 101 516              | 107 789              |

Alla fine del primo decennio del XXI secolo, l’industria statunitense si è ripresa dalla Grande Crisi del 2008 più rapidamente rispetto ad altri settori economici e numerose iniziative, sia pubbliche sia private, stanno promuovendo lo sviluppo di combustibili alternativi, nanotecnologie e tecnologie di altro tipo. Insieme al confinante Golden Horseshoe dell’Ontario meridionale, in Canada, la cosiddetta Rust Belt costituisce tuttora una delle più vaste regioni industriali del mondo.

## Trasformazione

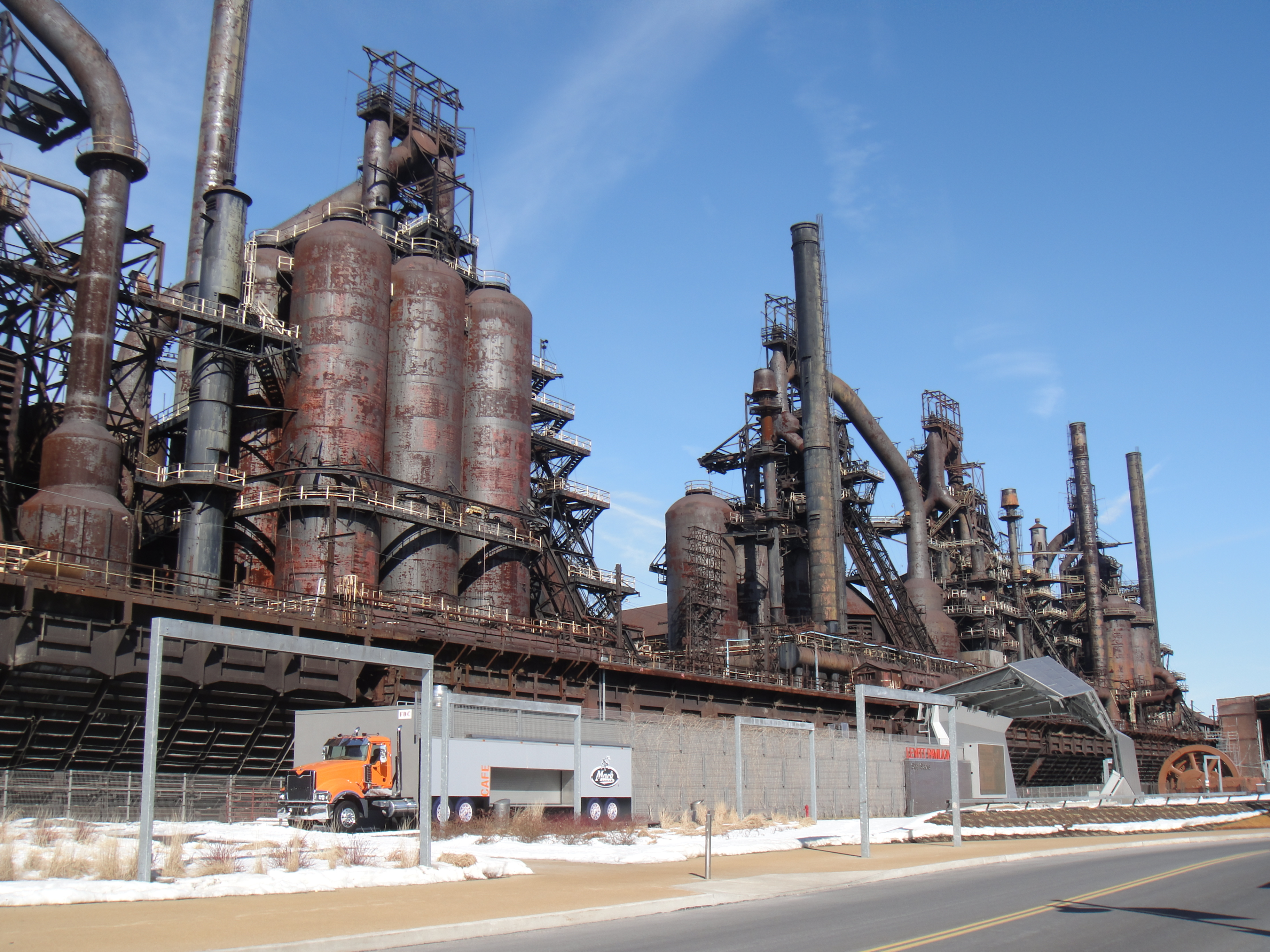
Vecchio impianto dell'acciaieria Bethlehem Steel a Bethlehem, in Pennsylvania. Parte del complesso è stata venduta nel 2007 e riconvertita nel Sands Casino Resort Bethlehem.

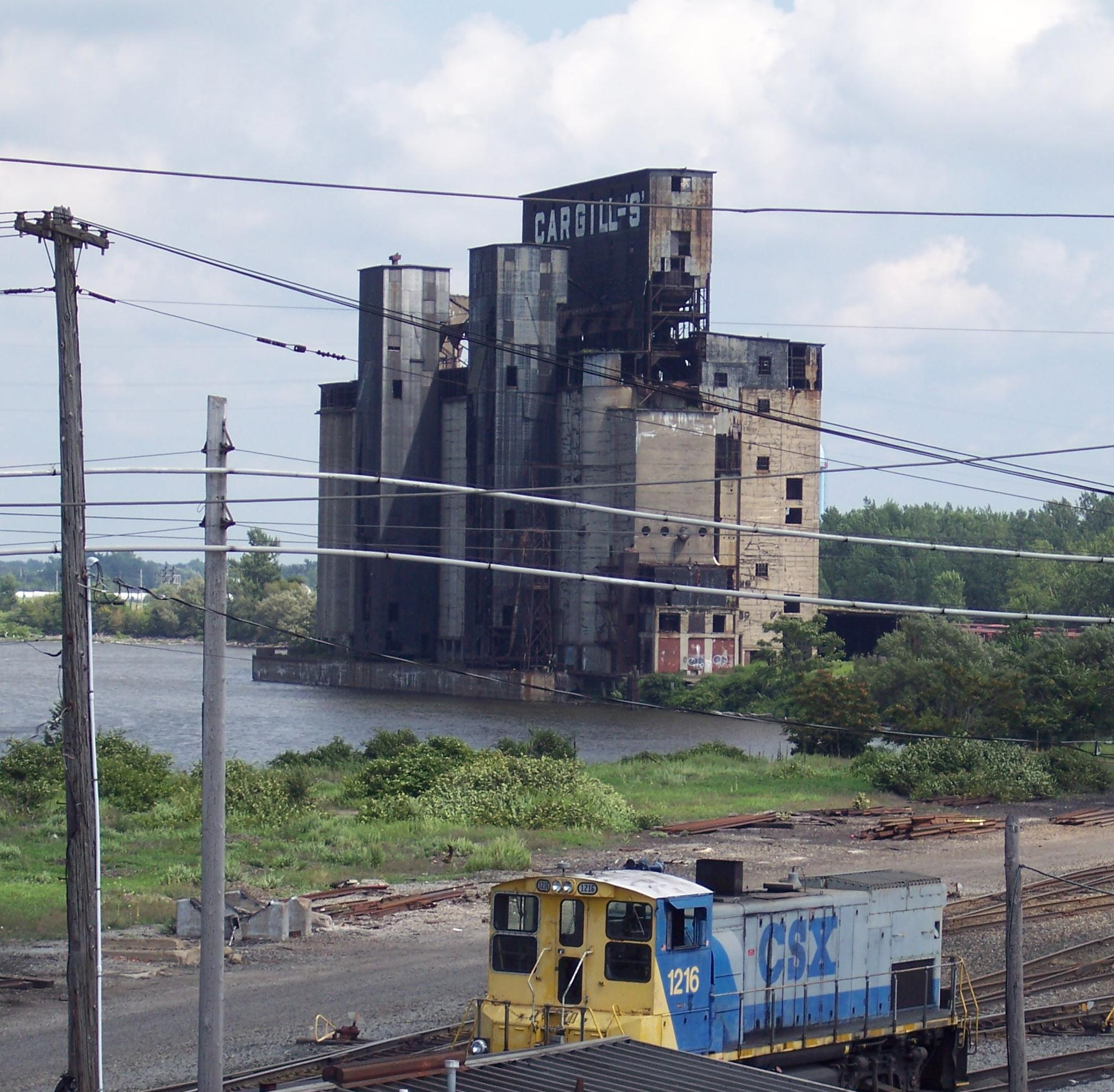
Un silos granario dismesso a Buffalo

Sin dagli anni ottanta del Novecento, i candidati alla presidenza hanno dedicato molto del proprio tempo alle problematiche economiche della regione della Rust Belt, che comprende i popolosi swing states (stati in bilico) della Pennsylvania, dell’Ohio e del Michigan. Questi sono stati anche critici e decisivi per la vittoria di Donald Trump alle elezioni presidenziali del 2016.
Sono state proposte diverse strategie per invertire le sorti dell'ex Factory Belt, tra cui la costruzione di casinò e centri congressi, il tentativo di trattenere la cosiddetta “classe creativa” attraverso un rinnovamento artistico e dei centri città, l’incoraggiamento dell’economia della conoscenza o di quella di impresa, ecc. Recentemente, gli analisti suggeriscono che un ritorno all’industria potrebbe essere il vero cammino da percorrere per una futura ripresa della regione. Ciò comporta far crescere una nuova base industriale con un bacino di manodopera specializzata, ricostruire le infrastrutture e i sistemi infrastrutturali, creare parternariati di Ricerca e Sviluppo tra università e imprese e una stretta collaborazione tra il governo centrale, statale e locale e le aziende.
Recentemente nella Rust Belt si sono affermati nuovi tipi di produzione non tradizionale legati a progetti intensivi di R&S, come la biotecnologia, l’industria dei polimeri, l’infotecnologia e la nanotecnologia. In particolare la nanotecnologia sembra promettente per la rivitalizzazione della Rust Belt. Tra gli esempi recenti di successo ricordiamo la Detroit Aircraft Corporation, specializzata nell’integrazione di sistemi aerei a pilotaggio remoto, nei collaudi e nei servizi di ripresa cinematografica aerea.
A Pittsburgh, centri di ricerca robotica e società come il National Robotics Engineering Center and Robotics Institute, Aethon Inc., American Robot Corporation, Automatika, Quantapoint, Blue Belt Technologies e Seegrid stanno creando applicazioni di tecnologia robotica all’avanguardia. Akron, antica “capitale della gomma” mondiale che ha perso 35 000 posti di lavoro dopo che le principali industrie di gomma e pneumatici (Goodrich, Firestone e General Tire) hanno chiuso le proprie linee produttive, ora è rinomata nel mondo come centro di ricerca sui polimeri con quattrocento aziende, legate a questi materiali e alla loro distribuzione, che operano nell’area. Il cambiamento di direzione è stato realizzato in parte grazie a un partenariato tra la Goodyear Tire & Rubber, che ha deciso di rimanere, l’University of Akron e l’amministrazione locale. L’Akron Global Business Accelerator, che ha animato alcuni successi delle aziende di Akron, ha la propria sede nella fabbrica ristrutturata di pneumatici B.F. Goodrich.
L'addictive manifacturing, o stampa in 3D, costituisce un'altra opportunità promettente per la rinascita del settore produttivo. Aziende molto innovative come la MakerGear di Beachwood, in Ohio, o la ExOne Company di North Huntingdon, in Pennsylvania, stanno progettando e realizzando prodotti industriali e al dettaglio utilizzando i sistemi di imaging in 3D. Non molto tempo fa, l’Economist di Londra ha previsto una crescita della tendenza alla rilocalizzazione e all’inshoring della produzione, mentre numerose aziende statunitensi stanno ritrasferendo i propri impianti produttivi dai Paesi oltreoceano. Gli Stati della Rust Belt possono trarre vantaggio da questo processo di insourcing internazionale.
Comunque, l’automazione ha portato a un tipo di produzione che richiede un minor numero di lavoratori con competenze avanzate. Questa è la ragione per cui le assunzioni nel settore produttivo nella Rust Belt non hanno potuto compensare nemmeno lontanamente il numero dei licenziamenti. Di conseguenza, i redditi e i risparmi della classe media negli Stati della Rust Belt continuano a ricevere ripercussioni negative.
Scavando nel passato e meditando sul futuro degli Stati della Rust Belt, il rapporto della Brooking Institution suggerisce che la regione dei Grandi Laghi ha un considerevole potenziale di trasformazione, tenendo conto delle reti di commercio globale già esistenti, della capacità di produrre energia pulita e a basso tenore di carbonio, delle infrastrutture innovative sviluppate e della rete dell’istruzione superiore.